# Cofrentes (kommun)
Cofrentes är en kommun i Spanien.   Den ligger i provinsen Província de València och regionen Valencia, i den östra delen av landet, 260 km sydost om huvudstaden Madrid. Antalet invånare är 1 026.